# Park Kultury i Wypoczynku w Gliwicach
Park Kultury i Wypoczynku – las komunalny o charakterze naturalnym w Gliwicach, położony na terenie dzielnicy Zatorze, założony w XVII wieku. Należy do leśnego Pasa Ochronnego GOP. Według Waloryzacji przyrodniczej Gliwic park jest obszarem przyrodniczo cennym zwłaszcza dla ornitofauny i proponowane jest objęcie go ochroną w formie obszaru chronionego krajobrazu.

## Nazwa
Nazwa las miejski (niem. Stadtwald) pojawia się już na mapie z 1812 roku. Nazwę Stadtwald nosiła też cała dzisiejsza dzielnica Zatorze. Wytyczona w 1904 roku ulica Okrzei nosił nazwę Stadtwaldstraße.
Po 1945 roku została ustanowiona nazwa Park Kultury i Wypoczynku. Pełna nazwa to Park Kultury i Wypoczynku dla miast Gliwice-Zabrze, skrótowo Park Gliwice-Zabrze. Od 1992 roku jest to również Las Komunalny. Inne nazwy to: Las Żorek (Siorek), Park Leśny i Lasek Chorzowski.

## Obszar
Park znajduje się we wschodniej części Gliwic. Jego granice wyznaczają:
1. Od zachodu: Cmentarz Lipowy i Nowy cmentarz żydowski
2. Od południa: ulice Brzozowa i Chorzowska
3. Od północnego wschodu: Aleja Jana Nowaka-Jeziorańskiego
4. Od północy: pola uprawne

Przy ulicy Karola Szymanowskiego przecinającej park znajdują się ruiny fundamentów, które najprawdopodobniej są pozostałościami niemieckiego magazynu amunicji.
W obrębie parku znajduje się siedem wzniesień o wysokości do kilkunastu metrów, będących pozostałością po kulochwytach dawnej strzelnicy. Przez park przebiegają przydrożne rowy melioracyjne. Park przecięty jest też ścieżką dydaktyczną z kilkunastoma tablicami przedstawiającymi najczęściej występujące gatunki drzew w parku. Ścieżka ma 975 m długości i przebiega pomiędzy placem zabaw przy ul. Brzozowej i placem zabaw przy ul. Horsta Bienka.

### Powierzchnia
- 1865 – 1612 mórg[14] (ok. 412 ha),
- 1885 – 1608 mórg[15] (411 ha[16]),
- 1931 – 350 ha[17],
- Po 1945 – 364 ha[18],
- 2008 – ok. 224 ha[10],
- 2010 – 197,6 ha[9]

## Drzewostan
| Dąb czerwony        | Quercus rubra          |
| Jesion wyniosły     | Fraxinus excelsior     |
| Buk pospolity       | Fagus sylvatica        |
| Brzoza brodawkowata | Betula pendula         |
| Olsza czarna        | Alnus glutinosa        |
| Sosna wejmutka      | Pinus strobus          |
| Świerk pospolity    | Picea abies            |
| Sosna pospolita     | Pinus sylvestris       |
| Robinia akacjowa    | Robinia pseudoacacia   |
| Kasztanowiec biały  | Aesculus hippocastanum |
| Klon jawor          | Acer pseudoplatanus    |
| Dąb szypułkowy      | Quercus robur          |

Dominują drzewa liściaste (głównie buki i dęby – ich siedliska tu dominują), ale gdzieniegdzie są też obecne gatunki iglaste. Na terenie parku przeprowadza się cięcia sanitarne drzew. Na niewielkich powierzchniach zachowały się starsze drzewostany, dominują lasy ze sztucznego odnowienia. Kształtują się w obrębie tego lasu siedliska grądów, borów mieszanych oraz fragmenty łęgów i wilgotnych borów trzcinnikowych. W XIX wieku w lesie miejskim występowały buki, wierzby białe, olchy, jesiony, klony, kasztanowce, robinie akacjowe, sosny, modrzewie, miłorząb i dęby. Na jego terenie istniał drzewostan bukowy i iglasty z przewagą sosny. Współcześnie w lesie sadzonych jest około 20 tys. drzew rocznie w celu skompensowania wycinki drzew osiągających wiek rębności, przebudowy drzewostanów oraz uzupełniania ubytków wycinanych podczas cięć sanitarnych. W 2008 roku wycięto w nim 2443 drzew, a posadzono 23 855 sadzonek.

## Fauna
W gliwickim lesie można spotkać sarny, zające i dziki. W 1912 roku na terenie lasu miejskiego została po raz pierwszy znaleziona ćma z gatunku Alcis
repandata. Na drzewach znajduje się ponad 300 budek dla ptaków, które w 2007 roku zajęło 200 ptaków (sikorki, kowaliki, muchołówki, pleszki i pełzacze), ale także wiewiórki i myszy.

## Historia

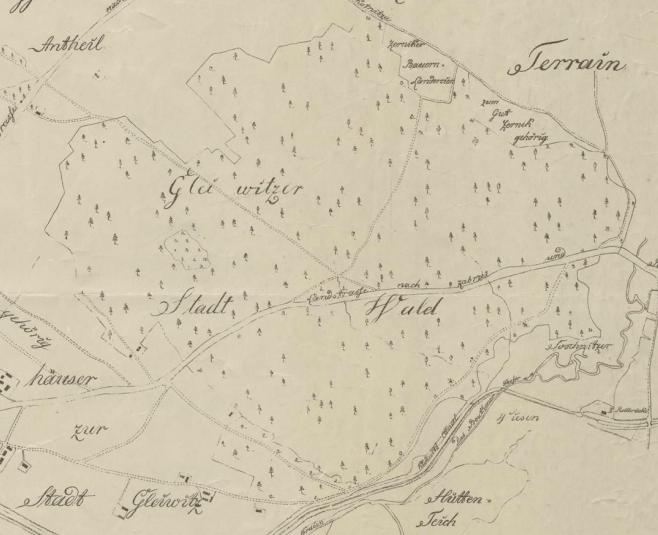
PKiW – Las Miejski na mapie z 1812 roku

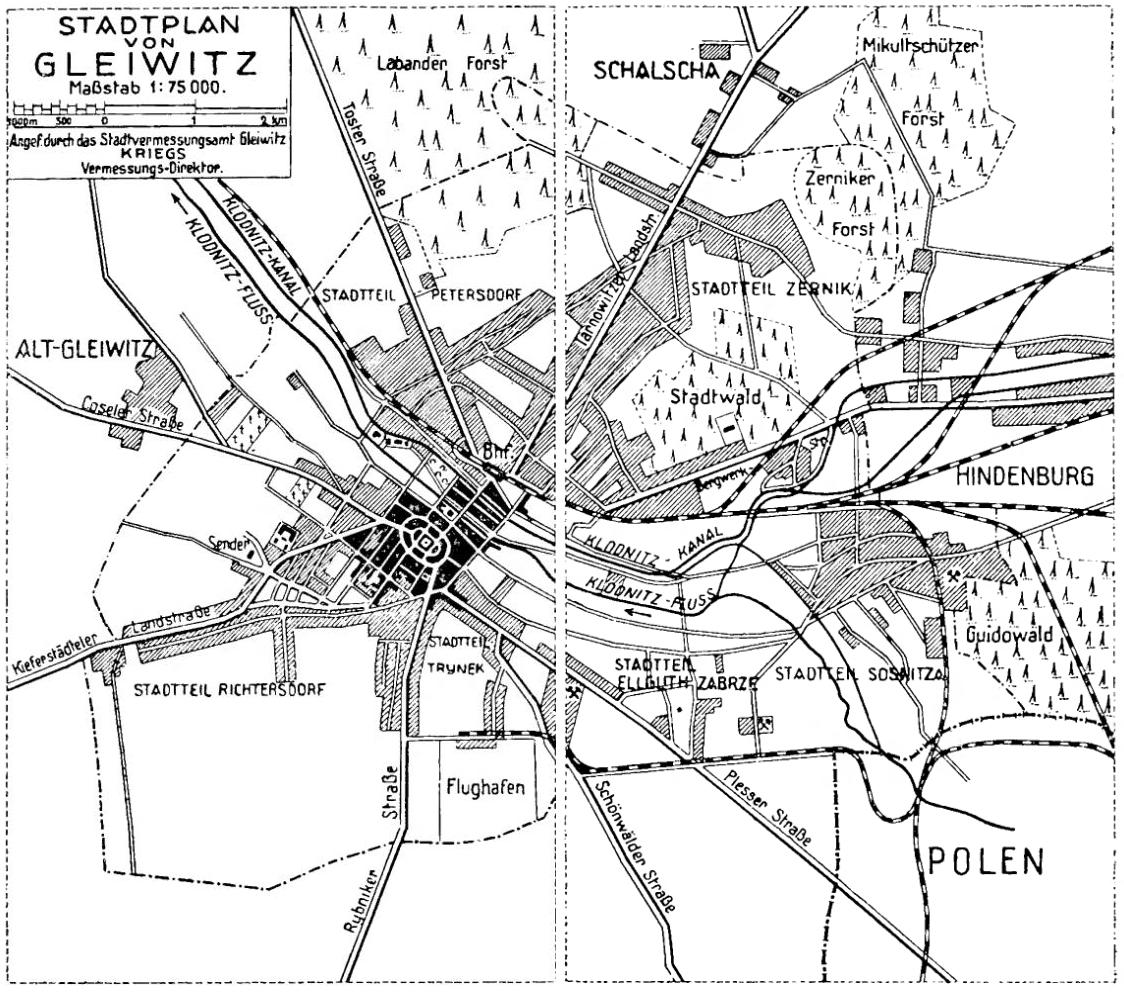
PKiW – Na mapie z 1929 roku jako Stadtwald

Pierwsze wzmianki o lesie na tym terenie pochodzą ze średniowiecza, ale nie należał wtedy do Gliwic. Początek parku koło ulicy Chorzowskiej sięga XVII wieku, z którego pochodzi kronika miasta wspominająca o lasach komunalnych.
Las na tym terenie jest zaznaczony na mapie z 1736 roku.
Archiwum rejencji opolskiej z lat 1814-17 wspomina, że lasy miejskie Gliwic składały się z trzech obwodów: Siorek, Stary Las i las Żernicki.
W latach 1810–1910 populacja Gliwic wzrosła 22-krotnie (1810: 2 990, 1910: 66 981), a miasto wchłaniało tereny podmiejskie. Dzielnica Zatorze powstała na początku XX wieku. W drugiej połowie XIX wieku rozwój Gliwic oparto na koncepcji „miasta-ogrodu” – rejony zamieszkane miały być usytuowane wśród zieleni. Istotną rolę w tych planach odgrywała Palmiarnia Miejska i Las Miejski.
W końcu XIX wieku dzięki zameczkowi leśnemu ten teren leśny stał się bardziej popularny. W 1864 roku miasto sprzedało część lasu o powierzchni 206 mórg za 25 000 talarów, a 8 listopada 1866 roku miasto sprzedało kolei 62 morgi lasu miejskiego za 4650 talarów. 7 grudnia 1868 roku huraganowy wiatr zniszczył dużą połać lasu, około 800 drzew. 19 kwietnia 1903 roku wiatr powalił 2000 drzew. 3 i 18 lipca 1905 roku doszło do pożarów w miejskim lesie. 2 lipca 1909 roku na terenie lasu odbyły się X Niemieckie Igrzyska Młodzieży, w których rywalizowały 254 szkoły z całych Niemiec. Szacuje się, że w igrzyskach uczestniczyło 50 tysięcy osób. W 1910 roku przy Zameczku Leśnym powstał prowizoryczny pas startowy, na którym rozegrano wyścig motocyklowy.
W czasie II wojny światowej w pomieszczeniach Zameczku Leśnego była skoszarowana część robotników przymusowych pracujących w pobliskiej parowozowni. Na terenie lasku prawdopodobnie istniał niemiecki magazyn amunicji. Po wojnie zdetonowano tu znalezioną amunicję. Na tym terenie też polskie wojsko niszczyło konfiskowaną broń oraz detonowało niewybuchy z innych części kraju.
Po 1945 roku park miał 364 ha, a Zameczek Leśny odwiedzało od 15 do 20 tys. osób. W 1954 roku powołano komitet budowy Parku Kultury i Wypoczynku. W 1970 roku przez środek parku przeprowadzono Szlak Husarii Polskiej.
Pierwsze plany powojenne zagospodarowania tych terenów to lata 1992-2001, a następne w latach 2002-2012. 1 listopada 2004 roku kosztem 5,17 ha lasu, czyli 2,5% jego powierzchni powiększono Cmentarz Lipowy. Zostawiono w tym miejscu 55 drzew iglastych i 2540 krzewów iglastych i liściastych. 2 maja 2012 roku doszło w parku do pożaru, w którym spłonęło kilkaset metrów kwadratowych podszytu.

## Obiekty

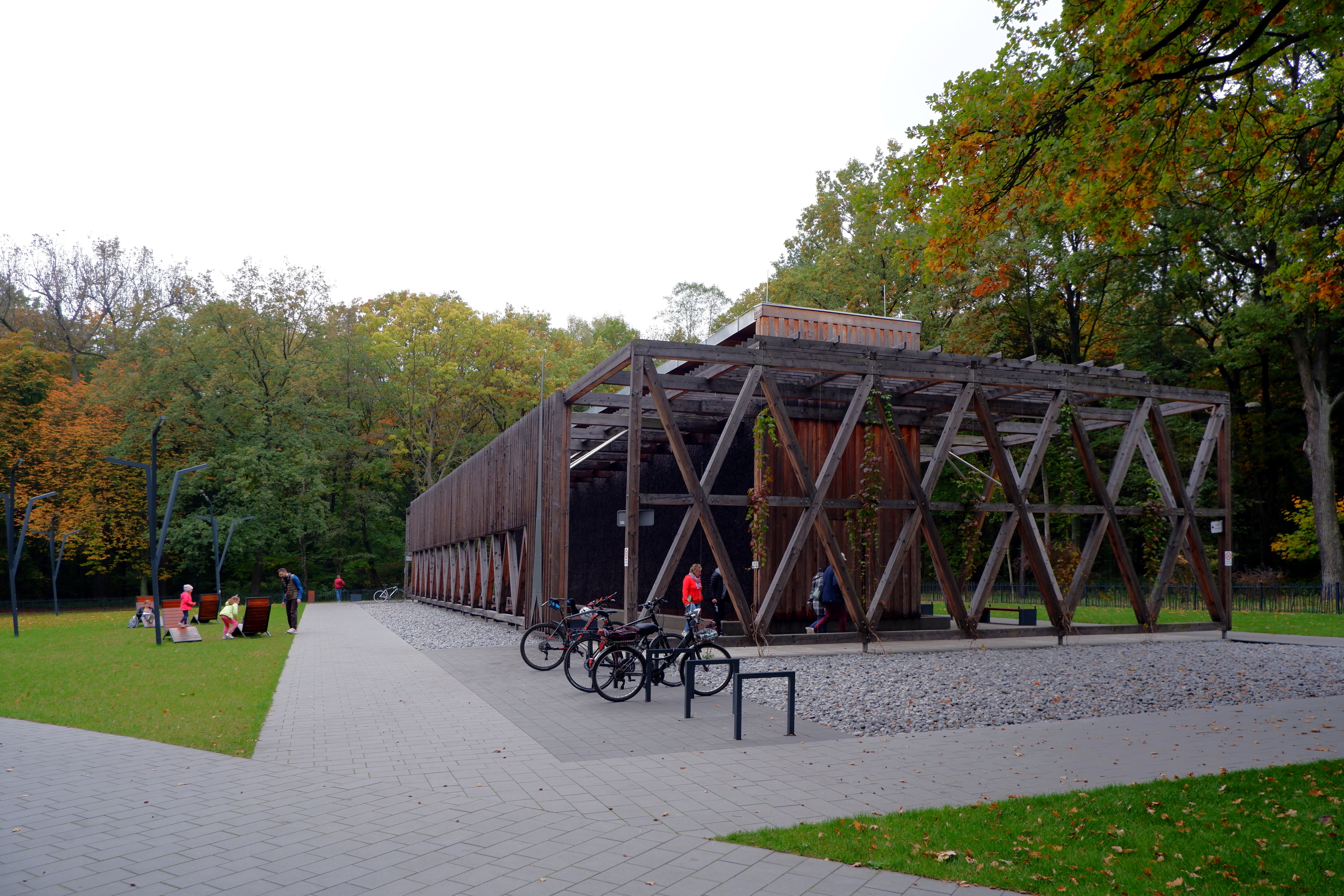
Tężnia solankowa

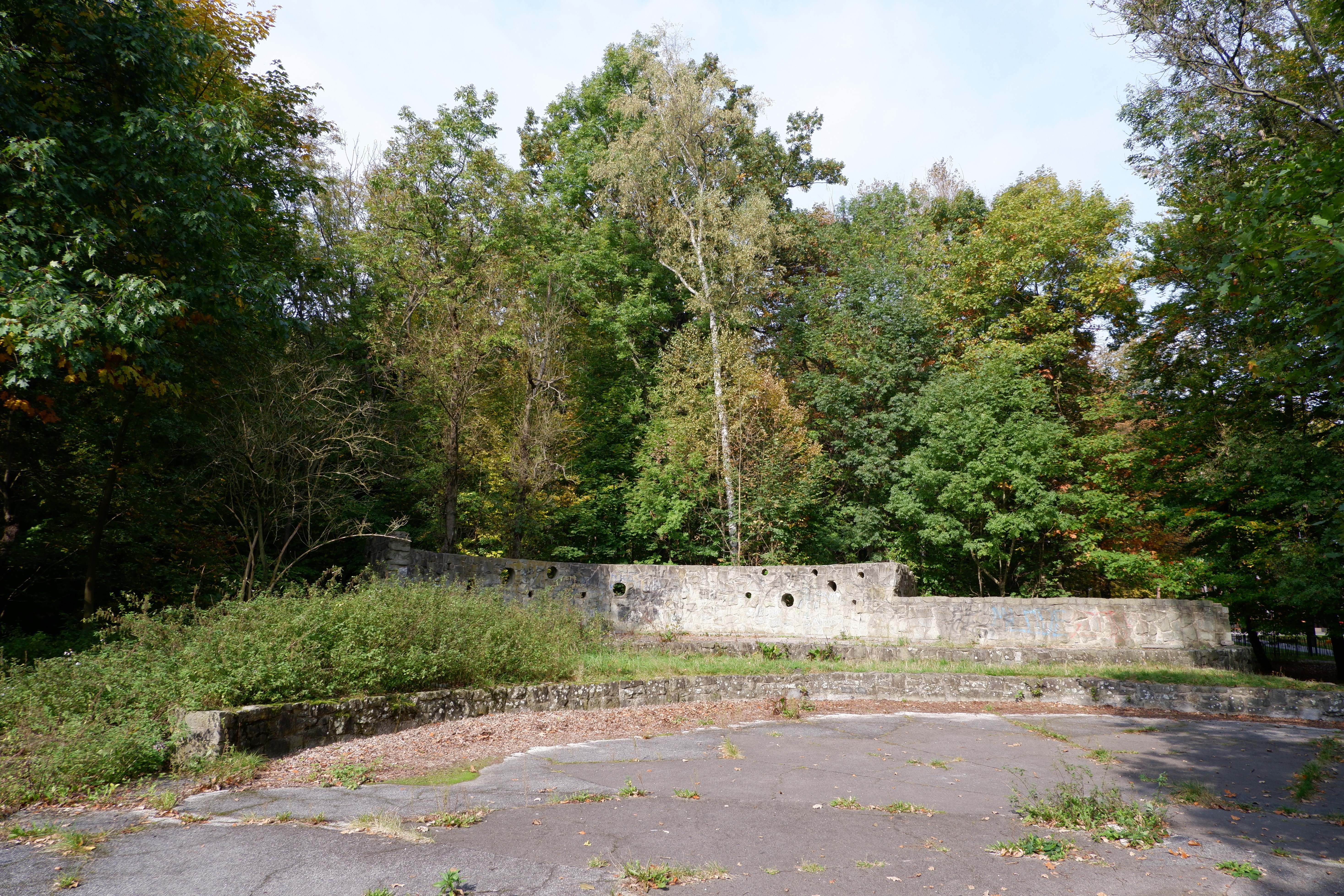
Ruina muszli koncertowej

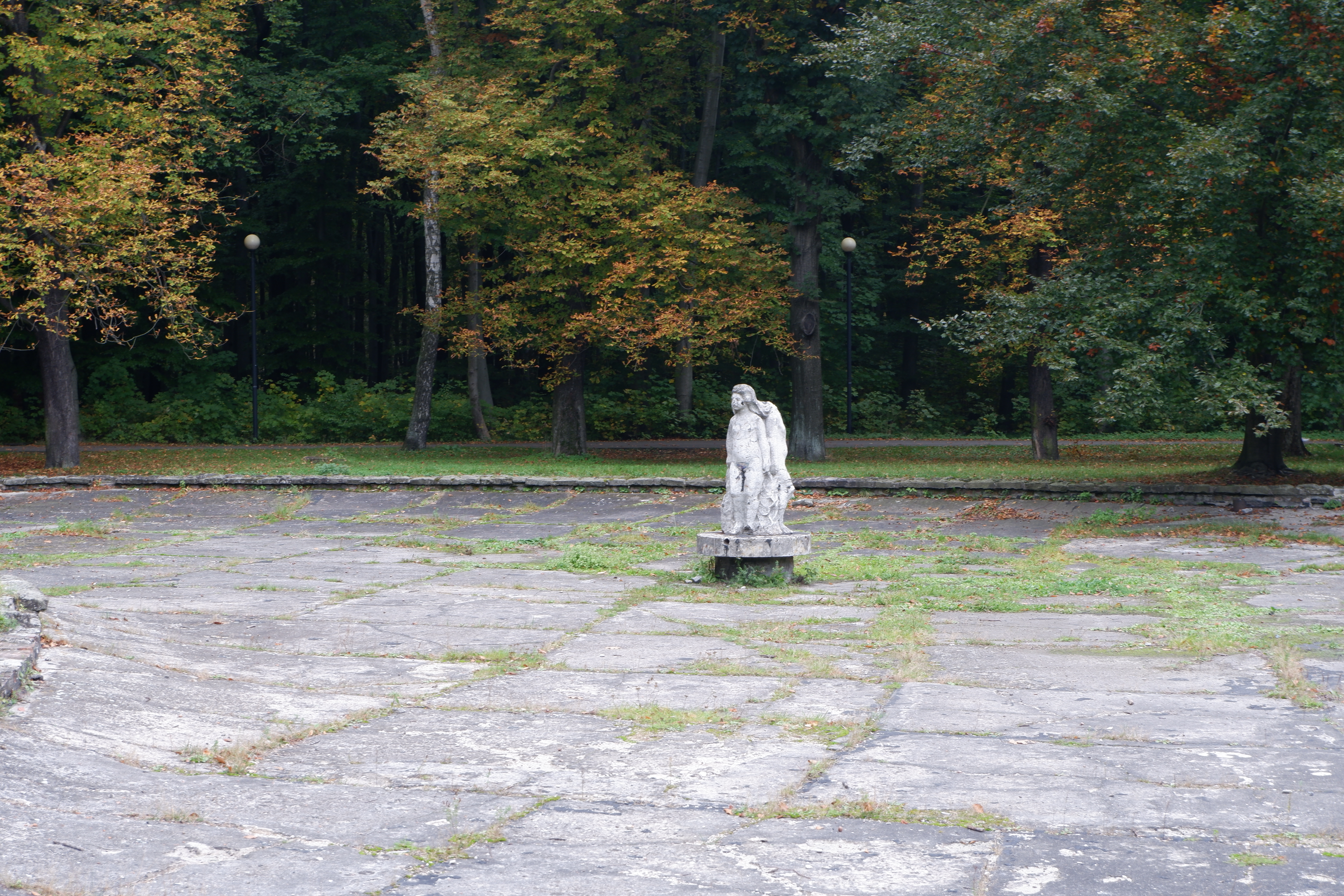
Nieczynny basen z fontanną i rzeźbą Trzech dziewcząt

Oddana do użytku w lipcu 2020 roku. Wokół niej zbudowano strefę z leżakami i ławkami oraz reprezentacyjny ogród. Posadzono wokół niej około 700 krzewów i innych ozdonych roślin. Obiekt powstał na planie prostokąta o wymiarach ok. 13 x 40 m. Ma wysokość blisko 8 m i jest nakryty dachem, co pozwala korzystać z niego również podczas opadów, a dodatkowo deszcz nie powoduje rozcieńczania solanki. W pobliżu znajduje się parking oraz stojaki na rowery. Na okres zimowy tężnia jest wyłączana z eksploatacji.
Zameczek Leśny
Projekt Zameczku Leśnego został złożony przez Eugena Kohna w 1895 roku w firmie Georga Lüthge. Była to kawiarnia w stylu angielsko-chińskim. 29 lipca 1896 roku został uroczyście otwarty. W 1950 roku stał się on siedzibą przedsiębiorstwa Budowy Przemysłu Ciężkiego w Gliwicach. W latach 1959–1962 występował w nim kabaret Czarny Kot. W latach 1960–1976 należał do Gliwickich Zakładów Gastronomicznych, a potem do spółdzielni Społem. W 2010 roku po procesie sądowym przyznano go miastu. Został zrównany z ziemią w maju 2020 roku.
Sztuczny tor kolarski
Tor kolarski miał 400 m długości, 8 szerokości. Został otwarty 12 września 1897 roku i był największym takim obiektem w Niemczech. Tor został zbudowany z drewna, miał powierzchnię 33 000 m², a jego trybuny mogły pomieścić 3100 widzów, w tym 800 w części zadaszonej i 2300 na odkrytych trybunach.
Pozostałe
- muszla koncertowa – otwarta 12 września 1897[48], obecnie w stanie ruiny,
- ścieżka edukacyjna – zespół 12 tablic z opisem fauny lasu[23], zbudowanych w 2011 roku,
- 2 place zabaw – jeden przy ul. Brzozowej, drugi przy Horsta Bienka[49],
- nieczynny basen – założony w latach międzywojennych, z fontanną i rzeźbą Trzech dziewcząt, autorstwa rzeźbiarza Hansa Breittenbacha[7],
- kort tenisowy – otwarty w latach międzywojennych, obecnie nie istnieje,
- leśniczówka,
- lotnisko – zbudowane w 1910, obecnie nie istnieje[7]. Startował z niego słynny później konstruktor lotniczy, inżynier Claude Dornier, eksperymentując z samolotami pozwalającymi na wzniesienie się do 50 m[38].
- przystanek linii kolejowej położony przy Zameczku Leśnym[50],
- zajezdnia tramwajowa zlikwidowana w maju 1972[51].

## Turystyka
szlaki turystyczne piesze
- Szlak Husarii Polskiej – wytyczony przez księdza Jerzego Pawlika w latach 1969-70 z okazji 286. rocznicy odsieczy wiedeńskiej[52]. Jego gliwicka część zaczyna się w Żernikach, przechodzi przez Szobiszowice i kieruje się w stronę centrum[53]. Nie stanowi on dokładnego odwzorowania trasy przemarszu Jana III Sobieskiego, bowiem wyznaczono go tak, by biegł przez tereny o walorach przyrodniczych[54].

trasy rowerowe
- trasa nr 397, długości 500 m, przy ul. Chorzowskiej
- trasa nr 400, długości 2 km